# Premio La Caze
El Premio de la Academia de Ciencias L. La Caze fue otorgado anualmente entre 1870 y 2007 por la Academia de Ciencias de Francia, como reconocimiento a un científico francés por una importante contribución en física, química o fisiología. Fue creado con una dotación de 15.000 francos donada a la Academia de Ciencias por el Dr. Louis La Caze cuando murió en 1869.

## Designación de los ganadores
De acuerdo con la voluntad de Louis La Caze, el premio debe recompensar una contribución importante en fisiología, física o química.

## Laureados
La siguiente tabla incluye los galardonados con el Premio La Caze de entre 1875 y 2007.
| Año  | Laureado(s)                 | Trabajo premiado                                                          |
| ---- | --------------------------- | ------------------------------------------------------------------------- |
| 1878 | Marie Alfred Cornu          |                                                                           |
| 1883 | Henri Becquerel             |                                                                           |
| 1884 | Louis Paul Cailletet        |                                                                           |
| 1885 | Désiré Gernez               |                                                                           |
| 1889 | Heinrich Rudolf Hertz       |                                                                           |
| 1895 | Edmond Bouty                |                                                                           |
| 1897 | Paul Sabatier               |                                                                           |
| 1901 | Pierre Curie                | Por el descubrimiento del radio y la suma de sus otros trabajos           |
| 1909 | Albert Recoura              |                                                                           |
| 1912 | Georges Urbain              | Química                                                                   |
| 1912 | Émile Wertheimer            | Fisiología                                                                |
| 1912 | Marcel Brillouin            | Física                                                                    |
| 1914 | Jean Perrin                 |                                                                           |
| 1918 | Aimé Cotton                 |                                                                           |
| 1920 | Robert Forcrand de Coiselet |                                                                           |
| 1924 | Paul Langevin               | Física                                                                    |
| 1926 | Georges Weiss               | Fisiología                                                                |
| 1928 | Paul Pascal                 | Fisiología                                                                |
| 1930 | Georges Deniges             | Química                                                                   |
| 1930 | Maurice Doyon               | Fisiología                                                                |
| 1930 | Henri Abraham               | Física                                                                    |
| 1932 | Louis Hackspill             | Química                                                                   |
| 1932 | Jacques-Emile Abelous       | Fisiología                                                                |
| 1932 | Darmon                      | Física                                                                    |
| 1934 | Alexandre Damans            | Química                                                                   |
| 1936 | Charles Dhéré               | Fisiología                                                                |
| 1940 | Henri Cardot                | Fisiología                                                                |
| 1940 | Georges Chaudron            |                                                                           |
| 1958 | Léon Le Minor               |                                                                           |
| 1972 | Albert Arnulf               |                                                                           |
| 1975 | Pierre Karli                |                                                                           |
| 1987 | Alain Berthoz               |                                                                           |
| 1988 | Jean Charvolin              | Por su trabajo sobre las estructuras peliculares de moléculas anfifílicas |
| 1990 | Jean Rossier                |                                                                           |
| 1991 | Jean-Didier Vincent         |                                                                           |
| 1992 | Christian Amatore           |                                                                           |
| 2007 | Marc Delarue                |                                                                           |